# Okna (Ralsko)
Okna (německy Woken či Wokna) je zaniklá obec v okrese Česká Lípa v bývalém vojenském prostoru Ralsko, kvůli jehož založení zanikla. Ležela asi 5,5 km severovýchodně od Kuřívod a 9 km jihovýchodně od Mimoně. Původní zabrané katastrální území o rozloze 738,3 ha bylo Okna, nyní jsou tyto pozemky rozděleny mezi katastrální území Kuřívody a Svébořice v novodobém městě Ralsko. Vesnice byla postavena kolem rybníka a mívala typicky slovanský kruhový půdorys. O slovanském původu obce svědčí její český i z češtiny převzatý německý název. 

## Popis

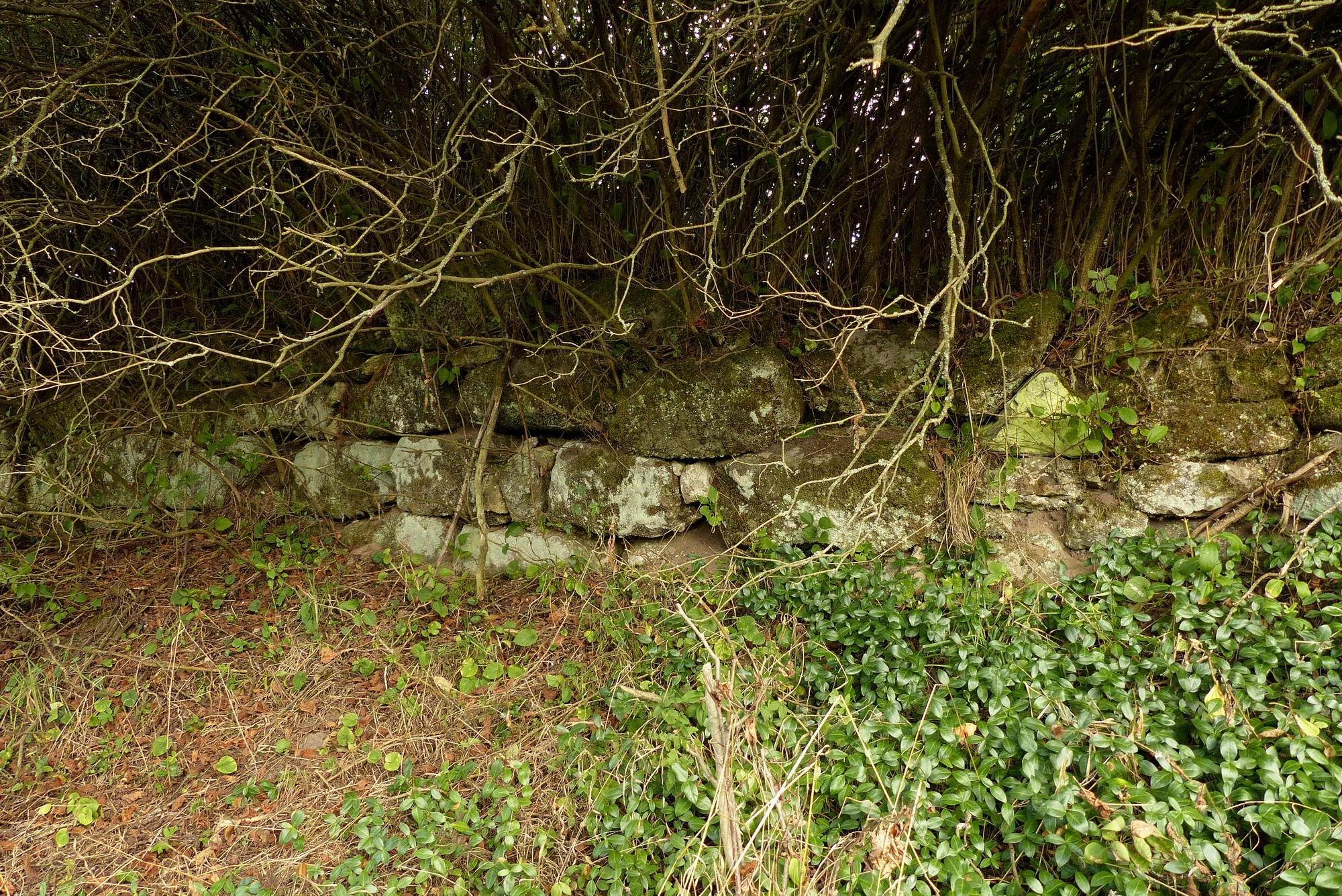
Zdivo v bývalých Oknech v Ralsku

Okna se nacházela po obou stranách silnice z Hvězdova do Jablonečku v nadmořské výšce zhruba 320 metrů na planině, obklopené lesy. Vesnice stávala v místech, kde silnice vychází z lesa a začíná stoupat na pláně. Obcí vedla prašná silnice přes Jabloneček až do Mnichova Hradiště. Kvůli poloze v blízkosti tankové střelnice se z někdejších Oken nedochoval žádný dům. Pozemky, na nichž se nacházela zaniklá obec, jsou nyní součástí obory Židlov.
Jedinými dochovanými pozůstatky někdejší vesnice jsou maštale a sklepy, které jsou vyhloubeny v blízkých skalnatých svazích při cestě z Hvězdova. Západně od obce bývaly pískovcové lomy. Na stěnách někdejších lomů lze spatřit stopy po zásazích střel a nápisy v azbuce, jimiž se zde "zvěčnili" příslušníci sovětské armády. Ve středu obce byl rybníček, v němž byla zachycována dešťová voda. Podle tohoto zdroje vody se rybníku přezdívalo Nebesák. Plocha někdejšího rybníka je nyní zcela zarostlá, dodnes tu však rostou dva javory, které stály před místní školou.
Dalšími osadami pod správou Oken byly vesnice Poustka neboli Dolní Okna na západě a Kracmanov, ležící asi 1,5 km jihovýchodně od Oken. Mezi Dolními Okny a Okny u pramene Ploužnického potoka stávala myslivna. Po myslivně, která se nacházela v údolí, zbyly jen její základy, staré stromy a místopisný název U Myslivny v nivě Ploužnického potoka. Ve svahu u bývalé myslivny lze spatřit dva skalní sklepy, přičemž v jednom z těchto sklepů se nachází boční pramen Ploužnického potoka. Tento pramen sloužil jako zdroj pitné vody pro myslivnu.

## Historie
Na počátku 16. století byla Okna součástí majetku Jana z Vartenberka se sídlem na Děvíně. Později byla Okna s dalšími místními obcemi spojena s loukovským panstvím, které se od roku 1725 stalo součástí panství Svijany.
Obec Okna, stejně jako další sídla v okolí, byla mimo dosah vodních toků. Byly zde však vydatné podzemní zdroje vody a tak takřka každé stavení bylo vybaveno vlastní studnou. Mimoto ještě vznikaly malé rybníčky – hloubené nádrže, kde se hromadila dešťová voda pro náhlou potřebu (požár, napájení dobytka). Okolní lesy byly z větší části panským majetkem knížete Rohana se sídlem na Sychrově u Turnova. Roku 1889 byla v obci zřízena škola. V zimě při nepřízni počasí se v Oknech vyučovalo střídavě v jednotlivých usedlostech.
Roku 1899 byl v Oknech zřízen vlastní hřbitov. Před 1. světovou válkou byly v Oknech a Poustce varny smůly. Po 1. světové válce byla u silnice do Mimoně ještě poslední provozovna, kde se vyrábělo pálením dřevěné uhlí.
Při sčítání lidu roku 1921 bylo v Oknech 87 domů s 331 obyvateli (21 Čechů a 310 Němců). Farní úřad byl v Jablonečku, četnická stanice, pošta a telegraf v Olšině (2 km), železniční stanice byla v Mimoni (11,75 km). Historie Oken, Kracmanova i Poustky (Dolních Oken) končí rokem 1948, kdy toto území bylo zabráno pro cvičiště československé armády.